# Clifford Brown
Clifford Brown (Wilmington, 1930. október 30. – Pennsylvania, 1956. június 26.) amerikai dzsessztrombitás. Clifford Brown a 20. század közepének egyik legfontosabb dzsesszzenésze volt. 

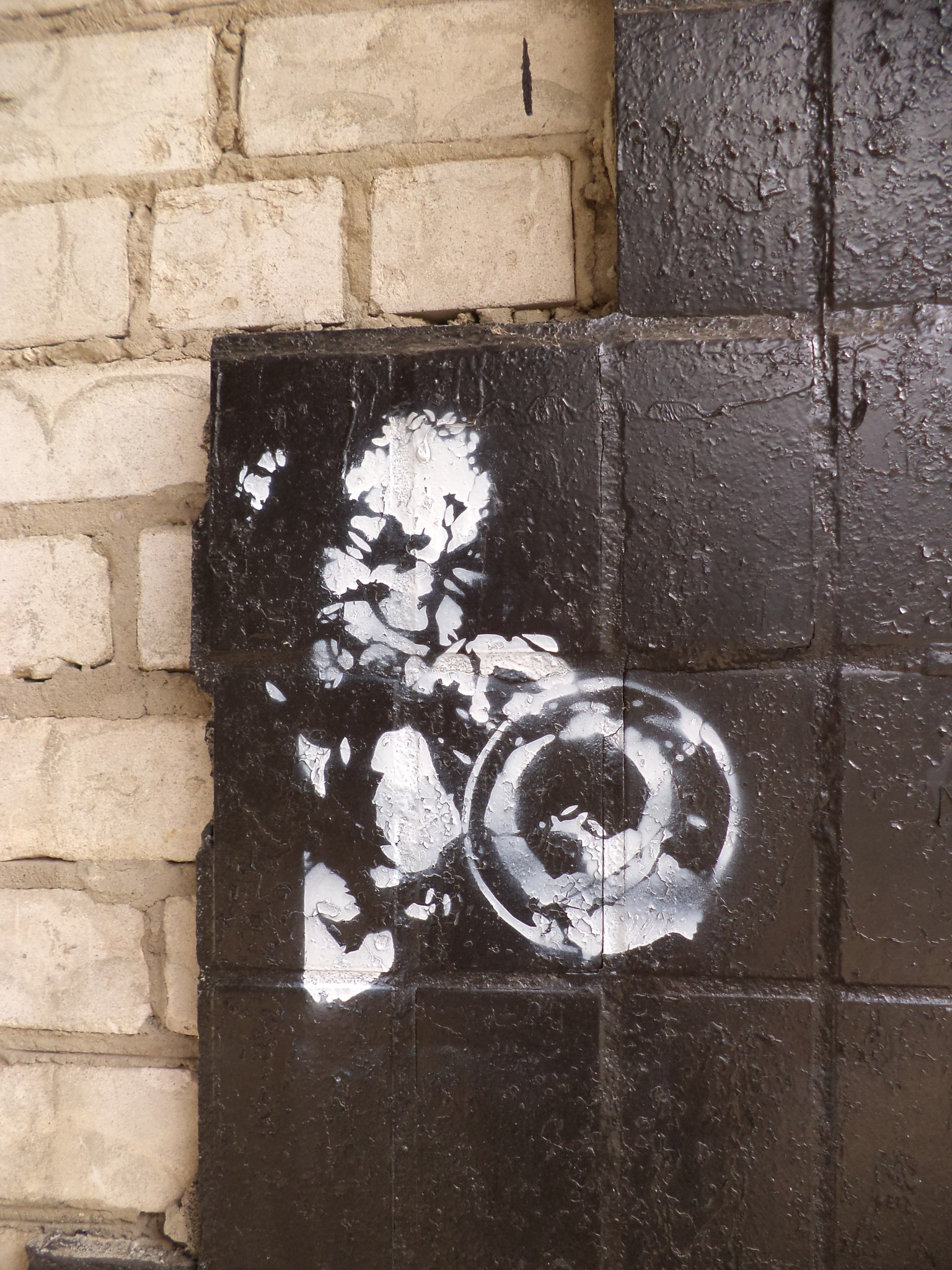

## Pályafutása
A Delaware állambeli Wilmingtonban született 1930. október 30-án.
A Howard High Schoolba járt. Tinédzserként kezdett trombitálni. 1948-ban Philadelphiában játszott olyan újító zenészekkel, mint Fats Navarro, Dizzy Gillespie és Charlie Parker.  Navarro különösen hatással volt rá, lényeges szerepet játszott jellegzetes stílusának kialakulásában.
Miután 1950-ben felépült egy nehéz autóbalesetből, Brown folytatni tudta pályáját. 1952-ben jött ki lemezen Chris Powell Blue Flames című szám.
1953-ban Lionel Hamptonnal turnézott Európában. A következő évben a lemezkritikusok szavazása az „Év új sztárjának” választotta.
Kiemelkedő tehetségének és virtuozitásának köszönhetően felvételeket készített Art Blakey-vel, Art Farmerrel, J. J. Johnsonnal, Sarah Vaughannal, Dinah Washingtonnal és másokkal.
1954-ben csatlakozott Max Roachhoz, és megalakította a Clifford Brown-Max Roach Quintetet, amelyet sokan minden idők legjobb hard bop együttesének tartanak.
1956. június 26-án autóbalesetben vesztette életét, miközben épp fellépni indult.

## Albumok
- 1953: New Faces, New Sounds with Lou Donaldson
- 1953: New Star on the Horizon
- 1953: A Study In Dameronia
- 1954: Clifford Brown and Art Farmer with The Swedish All Stars with Art Farmer
- 1954: Clifford Brown & Max Roach
- 1954: Jam Session with Clark Terry and Maynard Ferguson – live
- 1955: Brown and Roach Incorporated
- 1956: Clifford Brown All Stars
- 1956: Best Coast Jazz
- 1955: Clifford Brown with Strings
- 1955: Study in Brown
- 1956: Clifford Brown and Max Roach at Basin Street

Posztumusz
- Memorial Album (1956)
- Memorial (1956)
- Jazz Immortal featuring Zoot Sims (1960)
- The Clifford Brown Sextet In Paris (Clifford Brown: The Complete Paris Sessions címen is megjelent [Vogue]) (1970; felvétel: 1953)[6]
- The Beginning And The End (1973)
- Raw Genius – Live at Bee Hive Chicago 1955 Vol. 1 & Vol. 2 with Max Roach (1977; live recorded in 1955, Japan only)
- Pure Genius (Volume One) with Max Roach (1982; live recorded in 1956)
- More Study in Brown (EmArcy, 1983)
- Jams 2 (1983; recorded in 1954)
- Alternate Takes (1984; recorded in 1953)

Közreműködő
- Art Blakey, Live Messengers (1978)
- J. J. Johnson, Jay Jay Johnson with Clifford Brown ( 1953)
- Art Blakey and The Jazz Messengers, A Night at Birdland Vol. 1 (1954)
- Art Blakey and The Jazz Messengers, A Night at Birdland Vol. 2 (1954)
- Art Blakey and The Jazz Messengers, A Night at Birdland Vol. 3 (1954)
- Helen Merrill (1955)
- Sonny Rollins Plus 4 (1956)
- Sarah Vaughan (1955)
- Dinah Washington (1955) – live

## Díjak
- Grammy-díj „Clifford Brown: The Complete Emarcy Recordings” (1990)

Jelölések:
Best Jazz Performance By A Soloist
The Beginning And The End (album)

## Film
1988: Let's Get Lost